# Milà-Sanremo 1913
La Milà-Sanremo 1913 fou la 7a edició de la Milà-Sanremo. La cursa es disputà el 30 de març de 1913,el vencedor final va ser el belga Odile Defraye. 75 ciclistes hi van prendre part, dels quals 31 van acabar la cursa 31.

## Classificació final
|    | Ciclista           | Equip | Temps      |
| -- | ------------------ | ----- | ---------- |
| 1  | Odile Defraye      | -     | 9h 11' 48" |
| 2  | Louis Mottiat      | -     | m. t.      |
| 3  | Ezio Corlaita      | -     | + 4' 08"   |
| 4  | Angelo Gremo       | -     | m. t.      |
| 5  | Alfonso Calzolari  | -     | m. t.      |
| 6  | Jean Alavoine      | -     | + 17' 00"  |
| 7  | Camillo Bertarelli | -     | + 17' 04"  |
| 8  | Angelo Erba        | -     | + 17' 24"  |
| 9  | Gustave Garrigou   | -     | + 20' 55"  |
| 10 | André Blaise       | -     | m. t.      |